# Mandela Egbo
Mandela Chinweizu Egbo (Brent, Londres, 17 de agosto de 1997) es un futbolista profesional inglés que juega como defensa en el Colchester United de la League Two.

## Trayectoria

### Borussia Monchengladbach
Egbo comenzó su carrera juvenil con el club local Hackney JFC y Afewee Urban antes de unirse al Crystal Palace. Se mudó del Crystal Palace FC al club alemán Borussia Mönchengladbach a la edad de 17 años, siendo asignado al equipo de reserva. El 24 de febrero de 2018, Egbo hizo su debut en la Bundesliga con el Borussia Mönchengladbach, reemplazando en la segunda mitad a Denis Zakaria en la victoria por 1-0 sobre el Hannover 96 .

### SV Darmstadt 98
El 21 de mayo de 2019, tras cuatro años en el Borussia Mönchengladbach, Egbo se incorporó a la 2. Bundesliga al sumarse al SV Darmstadt 98 en una transferencia gratuita, firmando un contrato de tres años. Hizo su debut con Darmstadt el 28 de julio de 2019 en el partido de visitante que termina en empate 1-1 contra el Hamburger SV, reemplazando a Patrick Herrmann en el minuto 68 del partido.

### New York Red Bulls
El 30 de enero de 2020, Egbo se mudó al New York Red Bulls de la MLS.. El 20 de agosto de 2020 debutó en la liga  al ingresar en la segunda mitad en una victoria por 1-0 sobre su rival New York City FC. El 23 de noviembre de 2020, Egbo anotó su primer gol con Nueva York, de penal, en la victoria por 4-1 sobre Inter Miami .

### New York Red Bulls II
Durante la temporada 2021, Egbo fue cedido al New York Red Bulls II. Hizo su debut en la temporada el 30 de abril de 2021, comenzando con una derrota por 3-2 ante el Hartford Athletic y anotando un gol tardío de penal. El 18 de mayo de 2021, Egbo ayudó a Nueva York a lograr una victoria por 2-1 sobre el Loudoun United, convirtiendo el gol de la victoria de penal. El 23 de mayo de 2021, Egbo convirtió una vez más de penal en un empate 2-2 con Charleston Battery.
Después de la temporada 2021, Nueva York Red Bulls rechazó su opción para renovar el contrato de Egbo.

### Swindon Town
El 12 de marzo de 2022, Egbo se unió a Swindon Town FC con un contrato a corto plazo.

### Charlton Athletic
El 21 de junio de 2022, Egbo se sumó al Charlton Athletic con un contrato de dos años, con la opción de un tercer año, tras la finalización de su contrato con Swindon Town.

## Selección nacional
Egbo es inglés y tiene ascendencia nigeriana. Es un internacional juvenil de Inglaterra y formó parte del equipo que ganó el Campeonato de Europa de Fútbol Sub-17 de la UEFA de 2014.

## Estadísticas
Actualizado al 4 de enero de 2023
| Borussia Mönchengladbach II                             | 4°.                 | 2015–16             | 14  | 0 | — | — | — | — | 14  | 0 |
| Borussia Mönchengladbach II                             | 4°.                 | 2016–17             | 22  | 0 | — | — | — | — | 22  | 0 |
| Borussia Mönchengladbach II                             | 4°.                 | 2017–18             | 23  | 2 | — | — | — | — | 23  | 2 |
| Borussia Mönchengladbach II                             | 4°.                 | 2018–19             | 24  | 1 | — | — | — | — | 24  | 1 |
| Borussia Mönchengladbach II                             | Total               | Total               | 83  | 3 | 0 | 0 | 0 | 0 | 83  | 3 |
| Borussia Mönchengladbach                                | 1°.                 | 2017–18             | 1   | 0 | 0 | 0 | — | — | 1   | 0 |
| Borussia Mönchengladbach                                | Total               | Total               | 1   | 0 | 0 | 0 | 0 | 0 | 1   | 0 |
| Darmstadt 98                                            | 2°.                 | 2019–20             | 5   | 0 | 1 | 0 | — | — | 6   | 0 |
| Darmstadt 98                                            | Total               | Total               | 5   | 0 | 1 | 0 | 0 | 0 | 6   | 0 |
| New York Red Bulls                                      | 1°.                 | 2020                | 9   | 1 | 0 | 0 | — | — | 9   | 1 |
| New York Red Bulls                                      | 1°.                 | 2021                | 2   | 0 | 0 | 0 | — | — | 2   | 0 |
| New York Red Bulls                                      | Total               | Total               | 11  | 1 | 0 | 0 | 0 | 0 | 11  | 1 |
| New York Red Bulls II                                   | 2°.                 | 2021                | 21  | 4 | — | — | — | — | 21  | 4 |
| New York Red Bulls II                                   | Total               | Total               | 21  | 4 | 0 | 0 | 0 | 0 | 21  | 4 |
| Swindon Town                                            | 4°.                 | 2021–22             | 11  | 0 | 0 | 0 | 0 | 0 | 11  | 0 |
| Swindon Town                                            | Total               | Total               | 11  | 0 | 0 | 0 | 0 | 0 | 11  | 0 |
| Charlton Athletic                                       | 3°.                 | 2022–23             | 9   | 0 | 0 | 0 | 0 | 0 | 9   | 0 |
| Charlton Athletic                                       | Total               | Total               | 9   | 0 | 1 | 0 | 0 | 0 | 9   | 0 |
| Total en su carrera                                     | Total en su carrera | Total en su carrera | 141 | 8 | 1 | 0 | 0 | 0 | 142 | 8 |
| (1) La copa nacional se refiere a la Copa de Alemania . |                     |                     |     |   |   |   |   |   |     |   |

## Honores
Inglaterra U17
- Campeonato de Europa Sub-17 de la UEFA : 2014[14]